# Lodewijk III van Bourbon-Condé
Lodewijk III van Bourbon-Condé (Parijs, 11 oktober 1668 - aldaar, 4 maart 1710) was pair van Frankrijk, prins van den bloede en van 1709 tot aan zijn dood prins van Bourbon-Condé en hertog van Enghien. Hij behoorde tot het huis Bourbon.

## Levensloop
Lodewijk III, aangesproken als hertog van Bourbon, was de tweede zoon van prins Hendrik III Julius van Bourbon-Condé uit diens huwelijk met Anna Henriette van Palts-Simmern, dochter van prins Eduard van de Palts. Hij kwam ter wereld in het Hôtel de Condé in Parijs.
In 1685 nam hij van zijn vader het ambt van grootmeester van Frankrijk over en een jaar later werd hij ridder in de Orde van de Heilige Geest. In 1688 nam hij in het kielzog van dauphin Lodewijk deel aan het Beleg van Philippsburg en in 1691-1692 begeleidde hij koning Lodewijk XIV bij de belegeringen van Bergen en Namen. Ook streed hij mee in de Slag bij Steenkerke (1692) en de Slag bij Neerwinden (1693) en diende hij in 1694 als luitenant-generaal in Vlaanderen.
Na de dood van zijn vader in 1709 erfde hij diens titels en ambten: hij werd toen prins van Bourbon-Condé, prins van den Bloede, hertog van Enghien, hertog van Bellegarde, hertog van Châteauroux, markies van Brézé, graaf van Charolais en hertog van Guise. Bovendien was hij gouverneur van Bourgondië en Bresse.
In maart 1710 overleed Lodewijk III van Bourbon-Condé onverwacht aan een beroerte.

## Huwelijk en nakomelingen
Op 28 juli 1685 huwde Lodewijk III in het Kasteel van Versailles met Louise Françoise van Bourbon (1673-1743), een buitenechtelijke dochter van koning Lodewijk XIV en Madame de Montespan. Ze kregen negen kinderen:
- Maria Anna (1690-1760), abt van Saint-Antoine-des-Champs
- Lodewijk IV Hendrik (1692-1740), prins van Bourbon-Condé en eerste minister van Frankrijk
- Louise Elisabeth (1693-1775), huwde in 1713 met prins Lodewijk Armand II van Bourbon-Conti
- Louise Anne (1695-1758)
- Marie Anne (1697-1741)
- Karel (1700-1760), graaf van Charolais
- Henriëtte Louise (1703-1772), abdis van Beaumont-lès-Tours
- Elisabeth Alexandrine (1705-1765)
- Lodewijk (1709-1771), graaf van Clermont-en-Argonne

Ook had hij een buitenechtelijke dochter met Mademoiselle de Blanchefort:
- Louise Charlotte (1700-1754), huwde in 1726 met Nicolas de Changy, graaf van Roussillon